# Bpifrance
La Bpifrance, chiamata anche Banque publique d'investissement o BPI Groupe, è una banca d'investimenti francese, nata nel 2012 da una joint venture di due enti pubblici, la Caisse des dépôts et consignations ed EPIC BPI-Groupe.

## Società controllate e partecipazioni
- Bpifrance Financement SA (90 %) (ex OSEO)
- Bpifrance Régions (99%)
- Bpifrance Participations (100 %) (ex Fonds stratégique d'investissement)
- Bpifrance Investissement (100 %) (escluso CDC Entreprises)
- Orange SA (23,04 %);
- FT1CI (79,2 %)
- STMicroelectronics Holding (50 % in joint venture con il governo italiano)
- STMicroelectronics (27,6 %)
- Areva (3,32 %)
- Vallourec (7,10 %)
- Groupe PSA (12,7 %)[1]
- Costello (10 %)